# 马鞍山市第二中学
马鞍山市第二中学，简称马鞍山二中，是安徽省马鞍山市的一所高级中学。马鞍山二中创建于1957年，1978年被确定为安徽省重点中学，1998年被评为安徽省首所示范高中。该学校是中华人民共和国教育部全国百所重点联系学校之一，同时也是北京大学“中学校长实名推荐制”推荐资质学校、清华大学“新百年领军计划”推荐资质学校和复旦大学“望道计划”推荐资质学校，是北京大学、清华大学、复旦大学、南京大学、浙江大学、中国科学技术大学、上海交通大学等众多国内名牌大学的优质生源基地。也是2015年安徽普通高等学校招生全国统一考试理科状元母校。

## 校史
马鞍山二中创建于1957年。1978年，原马鞍山二中初中部剥离，并在此基础上创办民办普通初级中学——马鞍山市成功学校。同年，马鞍山二中被确定为“安徽省重点中学”。1998年，被批准为安徽省首所示范高中。2014年9月，马鞍山二中郑蒲港校区正式创办。2019年6月，原马鞍山市外国语学校与马鞍山二中合作，正式成为马鞍山二中外国语分校，接受马鞍山二中业务指导。

## 现状
学校占地240亩，建筑面积5.3万平方米，现有58个教学班。学校曾先后获得国家级表彰21项和省级表彰20项。在职教师中，有特级教师10人，市学科带头人8人，市骨干教师21人，25位教师具有硕士学位。学校创办有校刊《雏鹰》。